# Olímpia da Armênia
Olímpia (em grego: Ὀλυμπιάς; romaniz.: Olympias; fl. século IV - m. 361), também conhecida como Olímpias ou Olímpia, a Velha para distingui-la de sua sobrinha de mesmo nome Olímpia, a Diaconisa, foi uma nobre cristã romana. Através de seu pai, Olímpia era relacionada com a dinastia constantiniana e por casamento se vinculou à dinastia arsácida da Armênia.

## Biografia

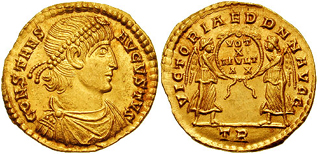
Soldo de r.

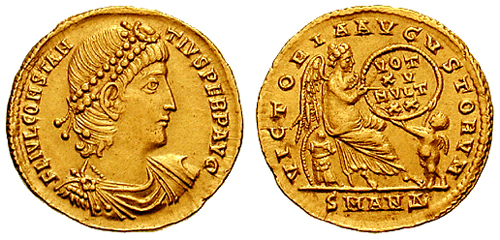
Soldo de r.

Era uma grega, filha do rico cretense Ablávio com mulher desconhecida. Teve ao menos um irmão conhecido chamado Seleuco. Nasceu e cresceu em Constantinopla ou Antioquia Pouco antes da morte do imperador Constantino (r. 306–337), Ablávio organizou, junto do imperador, o casamento de sua filha com Constante I (r. 337–350), um dos filhos do imperador. Quando Constantino morreu em maio de 337, foi sucedido por seus filhos e entre eles estava Constante. Em 338, com a queda de Ablávio no contexto do expurgo dos membros da família imperial, o casamento não foi realizado. No entanto, Constante tomou conta de Olímpia.
O rei Ársaces II (r. 350–368) foi grandemente favorecido por Constâncio II que suspende todos os impostos sobre as terras dos reis armênios na Anatólia. Como sinal da renovada aliança política cristã ariana entre armênios e romanos, Constâncio deu Olímpia a Ársaces como noiva imperial. Constâncio, em sua honra, emitiu medalhas especiais com a imagem de Olímpia, mãe de Alexandre, o Grande, nas quais estava a inscrição latina OLYMPIAS REGINA (rainha Olímpia). O católico reinante, Narses I, o Grande, foi enviado por Ársaces II para trazer Olímpia de Constantinopla à Armênia. Ao chegar na Armênia em data desconhecida, casou-se com o rei; aos autores da PIRT, o casamento pode ser datado em 354, enquanto outro sugerem 358.
Apesar disso, o rei já era casado com a nobre Farranzém, a ex-esposa do sobrinho do príncipe Genelo. Para os romanos, Olímpia era a esposa legítima e a rainha consorte; Moisés de Corene afirma que Olímpia era a primeira esposa. Farranzém sentiu rancor e grande inveja de Olímpia e após o nascimento de seu filho e sucessor real Papa, conspirou para matá-la por envenenamento. Mas, Olímpia era cautelosa e aceitava apenas as comidas e bebidas trazidas por suas criadas. Incapacitada de fazer-lhe mal, Farranzém aproximou-se de um presbítero da corte chamado Merjiunique (Mrjiwnik) que envenenou-a em 361, durante sua comunhão, e recebeu como recompensa a vila de Goncunque, em Taraunitis.